# Fresno (California)
Fresno es una ciudad del estado de California en los Estados Unidos, ubicada en el interior en la zona agrícola del Valle de San Joaquín. Con una población de 425.662 habitantes en el año 2000, era la sexta ciudad más grande del estado, y la ciudad más importante del interior. Su área metropolitana es el área metropolitana de Fresno.

## Gobierno
Fresno cuenta con una forma de gobierno dirigida por un alcalde (ramo ejecutivo) y siete miembros del cabildo (ramo legislativo), electos por no más de dos términos de cuatro años cada uno. El presente alcalde, Alan Autry, fue elegido en noviembre de 2000, y reelecto el 2 de marzo de 2004 con más de 70% del voto; su segundo término expira en enero de 2009.
El cabildo de la ciudad consta de siete miembros, electos por distrito:
- Distrito 1 (oeste-central) – Blong Xiong
- Distrito 2 (noroeste) – Brian Calhoun
- Distrito 3 (sudoeste) – Cynthia Sterling
- Distrito 4 (este-central) – Larry Westerlund
- Distrito 5 (sudeste) – Mike Dages
- Distrito 6 (noreste) – Jerry Duncan
- Distrito 7 (central) – Henry T. Perea

La ciudad hospeda la División Fresno de la Corte Distrital de los Estados Unidos. En este edificio de 16 pisos, inaugurado en 2006, tienen lugar casos civiles, criminales y misceláneos de 16 condados. Así mismo, la ciudad es la sede del 5.º distrito de apelación de la Corte Estatal de Apelación y la Corte Superior de Fresno.

## Comercio y economía
Fresno funge como el eje comercial del Condado de Fresno y el Valle Central de California. Si bien el área no incorporada y las ciudades rurales alrededor de la ciudad de Fresno se mantienen ligadas a la producción agrícola a gran escala, Fresno ha visto una transformación económica significativa.
Fresno es famoso por la cantidad de uvas pasas que se producen en los alrededores. También hay producción importante de algodón, leche, uvas, melocotones, ciruelas, almendras, cítricos, albaricoques, aceitunas e higos. Sin embargo, una menguante participación de la agricultura en la economía urbana se refleja en una menor dependencia de empleos agrícolas en el condado. Hoy solo 20% del empleo resulta de la agricultura, lo que representa una baja significativa en solo 20 años. Esta transformación también llevó a una creciente fricción entre los intereses rurales y urbanos, con la tierra tornándose a usos no-agrícolas, y recursos como el agua llevándose a usos más urbanos como la industria y la vivienda.
La presente economía de Fresno se constituye en gran parte por su función como un eje para la educación, el cuidado de la salud, y los servicios gubernamentales y profesionales para el Valle Central de California. Los empleos en la construcción residencial y comercial se han aumentado rápidamente gracias al periodo prolongado de expansión de estos sectores. Por otro lado, el procesamiento de alimentos ha estado al frente del sector de manufactura, con compañías como Sun-Maid, Kraft Foods, y Foster Farms. Así mismo, las compañías especializadas en maquinaria, manufactura, aparatos médicos, y tecnología de agua han tenido un auge. La ciudad tiene varios centros de distribución, notablemente el sitio de 80 acres de Gap Stores. El empleo en el sector público también ha contribuido a la economía de la ciudad, encontrándose aquí el Gobierno municipal de Fresno, el distrito escolar unificado de Fresno, el Condado de Fresno, los Hospitales Comunitarios, y IRS (Hacienda) como los mayores empleadores.

## Geografía
Fresno está localizado al 36°46′54″N 119°47′32″O / 36.78167, -119.79222 (36.781549, -119.792113) en el centro geográfico de California.
De acuerdo con el censo de EE. UU., la ciudad tiene un área total de 271.4 km² (104.8 mi²). 270.3 km² (104.4 mi²) de esta es tierra y 1.1 km² (0.4 mi²) de esta (0.42%) es agua.
Fresno se encuentra a unas 60 millas al sur del parque nacional de Yosemite, siendo la mayor ciudad más cercana al parque. Ya que la ciudad yace en la intersección de las carreteras estatales 41 y 99 (siendo la 41 el acceso sur al parque y la 99 una conexión a la interestatal 5). Fresno es un conducto principal para los visitantes proviniendo de Los Ángeles. La ciudad también funge como entrada a los parques nacionales de Sequoia y Kings Canyon, vía la ruta estatal 180.
Fresno cuenta con tres principales parques públicos, dos dentro de los límites de la ciudad y el otro al sudoeste de la ciudad. El parque Woodward, donde se encuentran los Jardines Japoneses Shinzen, y que cuenta con varias áreas de recreo y extensos senderos de caminata, se encuentra en el norte de la ciudad al lado del río San Joaquín. El parque Roeding, localizado cerca del centro cívico de la ciudad, tiene como atractivo los Jardines Zoológicos de Chaffee, y los parques de atracciones Playland y Storyland. El parque Kearney es el mayor dentro del sistema regional de parques y cuenta con la histórica Mansión Kearney, y es donde se hacen representaciones de la Guerra Civil norteamericana en el Civil War Revisited, uno de los más grandes de EE. UU.
Fresno también cuenta con 54 parques menores.

### Clima
| Parámetros climáticos promedio de Fresno, California (Aeropuerto Internacional de Fresno-Yosemite), normales 1991–2020, extremos 1881–presente | Parámetros climáticos promedio de Fresno, California (Aeropuerto Internacional de Fresno-Yosemite), normales 1991–2020, extremos 1881–presente | Parámetros climáticos promedio de Fresno, California (Aeropuerto Internacional de Fresno-Yosemite), normales 1991–2020, extremos 1881–presente | Parámetros climáticos promedio de Fresno, California (Aeropuerto Internacional de Fresno-Yosemite), normales 1991–2020, extremos 1881–presente | Parámetros climáticos promedio de Fresno, California (Aeropuerto Internacional de Fresno-Yosemite), normales 1991–2020, extremos 1881–presente | Parámetros climáticos promedio de Fresno, California (Aeropuerto Internacional de Fresno-Yosemite), normales 1991–2020, extremos 1881–presente | Parámetros climáticos promedio de Fresno, California (Aeropuerto Internacional de Fresno-Yosemite), normales 1991–2020, extremos 1881–presente | Parámetros climáticos promedio de Fresno, California (Aeropuerto Internacional de Fresno-Yosemite), normales 1991–2020, extremos 1881–presente | Parámetros climáticos promedio de Fresno, California (Aeropuerto Internacional de Fresno-Yosemite), normales 1991–2020, extremos 1881–presente | Parámetros climáticos promedio de Fresno, California (Aeropuerto Internacional de Fresno-Yosemite), normales 1991–2020, extremos 1881–presente | Parámetros climáticos promedio de Fresno, California (Aeropuerto Internacional de Fresno-Yosemite), normales 1991–2020, extremos 1881–presente | Parámetros climáticos promedio de Fresno, California (Aeropuerto Internacional de Fresno-Yosemite), normales 1991–2020, extremos 1881–presente | Parámetros climáticos promedio de Fresno, California (Aeropuerto Internacional de Fresno-Yosemite), normales 1991–2020, extremos 1881–presente | Parámetros climáticos promedio de Fresno, California (Aeropuerto Internacional de Fresno-Yosemite), normales 1991–2020, extremos 1881–presente |
| Mes | Ene. | Feb. | Mar. | Abr. | May. | Jun. | Jul. | Ago. | Sep. | Oct. | Nov. | Dic. | Anual |
| --- | --- | --- | --- | --- | --- | --- | --- | --- | --- | --- | --- | --- | --- |
| Temp. máx. abs. (°C) | 25.6 | 28.9 | 32.8 | 38.3 | 43.3 | 44.4 | 46.1 | 45 | 45.6 | 38.9 | 32.2 | 25 | 46.1 |
| Temp. máx. media (°C) | 13 | 16.3 | 19.7 | 23.2 | 28.2 | 33 | 36.5 | 35.8 | 32.6 | 25.9 | 18.3 | 12.9 | 24.6 |
| Temp. media (°C) | 8.9 | 11.3 | 14.1 | 16.8 | 21.2 | 25.3 | 28.6 | 27.9 | 25.1 | 19.3 | 12.8 | 8.6 | 18.3 |
| Temp. mín. media (°C) | 4.8 | 6.3 | 8.5 | 10.5 | 14.2 | 17.7 | 20.7 | 19.9 | 17.4 | 12.6 | 7.4 | 4.3 | 12.1 |
| Temp. mín. abs. (°C) | -8.3 | -4.4 | -3.3 | 0 | 2.2 | 5.6 | 10 | 9.4 | 2.8 | -2.8 | -3.3 | -7.8 | -8.3 |
| Precipitación total (mm) | 54.9 | 49 | 48.3 | 26.4 | 10.7 | 6.1 | 0.8 | 0 | 1.3 | 14.2 | 22.1 | 45.5 | 279.1 |
| Días de precipitaciones (≥ 0.2 mm) | 7.7 | 8.5 | 7.2 | 4.5 | 2.7 | 0.7 | 0.3 | 0.1 | 0.6 | 2.2 | 4.7 | 7.3 | 46.5 |
| Horas de sol | 141.5 | 196.9 | 286.2 | 335.5 | 398.9 | 412.2 | 428.2 | 399.6 | 345.9 | 302.3 | 189.9 | 127.1 | 3564.2 |
| Humedad relativa (%) | 83.3 | 77.2 | 68.9 | 57.4 | 47.3 | 41.9 | 39.2 | 44.7 | 50.0 | 58.5 | 74.1 | 84.2 | 60.6 |
| Fuente: NOAA (humedad y horas de sol 1961–1990)                                                                                                | | | | | | | | | | | | | |

## Demografía
De acuerdo con el censo 2000, en la ciudad residen 427 652 personas, con 97 915 familias en 140 079 hogares. La densidad poblacional es de 1582.2/km² (4097.7/mi²). Hay 149,025 unidades habitacionales con una densidad promedio de 551.3/km² (1,427.9/mi²). La composición étnica de la ciudad es 50.17% blanca o caucásica, 39.87% hispana o latina (de cualquier raza), 11.23% asiática (en su mayoría hmong), 8.36% negra o afroamericana, 1.58% nativo-americana, 0.14% de las Islas del Pacífico, 23.36% de otras razas, y 5.16% de dos o más razas.
Hay 140,079 hogares, de los cuales 40.4% tienen niños menores de 18 años, 46.1% son matrimonios, 17.6% tienen una jefa de familia femenina sin esposo presente, y 30.1% son no familiares. 23.3% de todos los hogares están compuestos de individuos y 7.9% tienen a un solo habitante de 65 años de edad o más. El tamaño promedio del hogar es de 2.99 y el tamaño promedio de familia de 3.57.
Los grupos de edades en población de la ciudad cuenta con un 32.9% de menores de 18 años, 11.8% de 18 a 24, 28.8% de 24 a 44, 17.2% de 45 a 64, y 9.3% de 65 o más. La edad promedio era de 28 años. Por cada 100 mujeres hay 96.6 hombres. Por cada 100 mujeres de 18 años o más hay 93 hombres.
Los ingresos promedio para un hogar es de US$ 32,236, y los ingresos promedio para una familia es de US$ 35,892. Los hombres tienen un ingreso promedio de US$ 32,279, versus US$ 26,551 para mujeres. El ingreso per cápita para la ciudad es de US$ 15,010. Un 20.5% de las familias y un 26.2% de la población se encuentran por debajo del indicador de pobreza, incluyendo un 36.5% de individuos de menos de 18 años de edad y 10.7% de aquellos de 65 o más.
Un estudio por el Brookings Institution en octubre de 2005, titulado "Katrina's Window: Confronting Concentrated Poverty Across America" (La ventana de Katrina: La Confrontación de la Pobreza Concentrada a Través de América), calificaron a Fresno como la ciudad con el más alto porcentaje de personas viviendo bajo del indicador federal de pobreza concentrado en barrios específicos. 

## Origen e historia
El Condado de Fresno fue formado en 1856, tomando su nombre de la numerosa cantidad de árboles de fresno flanqueando el río San Joaquín. El condado en ese tiempo era más grande, compuesto de lo que hoy es el condado de Madera y partes de lo que hoy son los condados de San Benito, Tulare, Kinas, Indo, y Mono, además de la presente área.
La ciudad de Millerton, California, que entonces se encontraba cerca del Fuerte Miller y en las márgenes del río San Joaquín, que fluía libremente, se convirtió en la sede del condado, después de convertirse en un punto principal de arribo para los nuevos colonos. Otros asentamientos tempranos del condado incluyeron la ciudad de Firebaugh, Scottsburg, y Elkhorn Springs.
El río San Joaquín se desbordó el 24 de diciembre de 1867, inundando a Millerton. Algunos colonos reconstruyeron sus viviendas y otros se mudaron. La inundación también destruyó el pueblo de Scottsburg ese mismo invierno, el cual fue reconstruido en tierra alta y rebautizado como Centerville.
En 1867, Anthony Easterby adquirió lo que hoy son las avenidas Chestnut, Belmont, Clovis y California. Al no poder cultivar trigo por falta de agua, Easterby contrató a Moses J. Church en 1871 para construir un canal de irrigación. Church entonces construyó el canal Fresno y la Compañía de Irrigación, le predecesor del distrito de irrigación de Fresno.
En 1872 el Central Pacific, una compañía ferroviaria, estableció una estación cerca del rancho Easterby para su nueva línea Southern Pacific. Poco después se inauguró un mercado. Alrededor de la estación y el mercado creció el pueblo de Fresno Station, después nombrado solamente Fresno. Varios residentes de Millerton, atraídos por la conveniencia del ferrocarril, se mudaron a la nueva comunidad. Fresno se convirtió en una ciudad incorporada en 1895.
Dos años después de la inauguración de la estación, los residentes votaron para transferir la sede del condado de Millerton a Fresno. Cuando la presa Friant fue completada en 1944, el pueblo de Millerton fue inundado con el lago Millerton. En temporadas de sequía extrema, cuando baja la reserva de agua, se pueden observar las ruinas de la sede original del condado.
Durante el siglo diecinueve, varios pueblos de la llamada frontera americana se vieron arrasados por incendios, a causa de las construcciones de madera y la ausencia de métodos sofisticados para combatirlos. El mayor de los primeros incendios de Fresno en 1882 destruyó toda una manzana de la ciudad. Otro incendio devastador se suscitó en 1883.
El "Relleno Sanitario Municipal de Fresno" fue el primer relleno sanitario moderno en los EE. UU., e incorporaba varias importantes innovaciones a la trata de desechos, incluyendo el compactar y el cubrirlo diariamente con tierra. Se inauguró en 1937 y cerró en 1987. Hoy tiene la curiosa distinción de ser tanto un Monumento Nacional Histórico como un sitio identificado como altamente contaminado y tóxico (superfund site).
Antes de la Segunda Guerra Mundial, Fresno tenía varios barrios étnicos, incluyendo la “Pequeña Armenia”, el “Pueblo Alemán”, la “Pequeña Italia”, y el “Barrio Chino”. Durante 1942, en lo que hoy es el norte de Fresno, se situó el Centro de Acopio Pinedale (Pinedale Assembly Center), a donde se relocalizaron varios japoneses-americanos (ver Campos de concentración en los Estados Unidos).
Unos residentes ficticios del pueblo fueron representados en la serie de comedia de 1986 titulada “Fresno”, con Carol Burnett, Dabney Coleman, Teri Garr, Charles Grodin, y otras celebridades. La serie de televisión era una parodia de las telenovelas diurnas americanas.
En 1995, la llamada “Operation Rezone” del FBI resultó en el levantamiento de cargos a varios prominentes políticos de Clovis y Fresno por recibir sobornos para la redistribución de distritos agrícolas (zoning) para desarrollos de vivienda. Antes de que la operación se implementara, los desarrollos comerciales podían comprar tierras agrícolas a bajo precio, sobornar a miembros del cabildo municipal para redistribuirlas, y recibir grandes ganancias al construir y vender viviendas baratas. Dieciséis personas fueron convictas como resultado de la operación (la mayoría siendo convictos no relacionados) .
Hoy Fresno cuenta con una universidad estatal, California State University, Fresno, además del Fresno City College y Fresno Pacific College. La ciudad tiene un aeropuerto importante con vuelos comerciales: Aeropuerto Internacional Fresno Yosemite (FAT), antiguamente Fresno Air Terminal. Y está en la ruta ferroviaria entre Bakersfield y el área de San Francisco. Cuenta con un sistema moderno de carreteras.

## Educación

### Universidades
- Universidad Estatal de California, Fresno (Pública)
- Fresno Pacific University (Privada/Menonita Brethren)
- University of California, San Francisco - Fresno Medical Education Program  Archivado el 9 de julio de 2017 en Wayback Machine.
- San Joaquin College of Law (Privada)
- Mennonite Brethren Biblical Seminary
- California Christian College (Privada/Bautista)  Archivado el 15 de junio de 2006 en Wayback Machine.
- Alliant International University (Privada)
- Fresno National University
- University of Phoenix
- Fresno City College
- San Joaquin Valley College
- Heald College

El Distrito Escolar Unificado de Fresno gestiona escuelas públicas.
La Biblioteca Pública del Condado de Fresno gestiona las bibliotecas públicas.

## Atracciones culturales y de esparcimiento
En el centro de Fresno se encuentra un monumento histórico, la Torre de Agua, así como varios museos, juzgados y oficinas gubernamentales del gobierno federal, estatal, condal y municipal. La catedral católica, St. John's Cathedral, del siglo XIX, es la sede del Obispado católico de Fresno. También hay una catedral importante de la Iglesia Episcopal en los Estados Unidos de América, St. James Episcopal Cathedral del Obispado de San Joaquín.

### Museo Metropolitano de Fresno
El “Met” (Fresno Metropolitan Museum) muestra exhibiciones temporales, exhibiciones de su propia colección, cátedras y varios programas educativos. El museo también cuenta con un centro de ciencias llamado Reeves ASK Science Center, que fue desarrollado en colaboración con el San Francisco's Exploratorium. La sede tradicional del museo es el edificio del diario Fresno Bee. En la actualidad, se encuentra cerrado por renovación y estaba programado que se reabriera en otoño de 2006. Entretanto, el centro de ciencias ha sido trasladado al número 993 de la Van Ness Avenue, al centro cívico de Fresno. El Met participa en el programa ArtHop de Fresno, y patrocina eventos de educación y recaudación de fondos anualmente, incluyendo First Friday Films, Christmas at the Met y el Bubble Festival, enfocado en la educación científica.
www.fresnomet.org

### Arte Américas
Arte Américas es un centro local de cultura latina. Arte Américas fue fundada en 1987 por una agrupación de artistas y educadores "para convertir al Valle Central en un lugar fértil para el arte latino”; este presenta exhibiciones de artes plásticas y escénicas/musicales. 

### Museo de Arte de Fresno
El Fresno Art Museum está situado en Radio Park, y muestra una serie de exhibiciones transitorias. Participa en el ArtHop mensual, y tiene una variedad de programas fílmicos, incluidos el cine clásico, anime, así como muestras internacionales. El Museo de Artes es también sede de Rhythms of Art, un innovador programa fundado por el compositor y pianista de jazz Armen Nalbandian, en el cual las piezas musicales son compuestas y ejecutadas para las muestras de exhibiciones. Además, el museo organiza las lecturas de la Fresno Poets' Association, en el auditorio Bonner.

### Gran Ópera de Fresno
La Fresno Grand Opera produce conciertos y operas aclamadas internacionalmente.

### Orquesta Filarmónica de Fresno
La ciudad patrocina la orquesta filarmónica de Fresno. 

### Evento Mensual Art Hop del Consejo de las Artes
El Consejo de las Artes de Fresno lleva a cabo el evento mensual Art Hop que presenta a varios artistas en el área de Fresno y que tiene lugar el primer jueves del mes de 5 p. m. - 8 p. m. Uno de los mayores eventos artísticos tiene lugar durante el Rogue Performance Festival en marzo.

### Save Mart Center
El Save Mart Center es una moderna arena profesional cubierta (cap:16,000) que se inauguró en el 2003, localizada en la intersección de la avenida Shaw y la carretera 168 en el noreste de Fresno. Ha sido sede de varias presentaciones musicales tales como The Rolling Stones y Madonna, así como de una gran variedad de eventos.Es la presente casa de los equipos masculinos y femeninos de Básquetbol de la Universidad Estatal de Fresno y el equipo de hockey Fresno Falcons, de la liga ECHL. La arena recientemente fue reconocida por estar entre las primeras 25 en el mundo por ventas de entradas.

### Jardines Subterráneos Forestiere
Los Jardines Subterráneos Forestiere en el noroeste de Fresno cercanos a la carretera 99, son una espectacular creación construida por Baldasare Forestiere en un periodo de 40 años. Contiene casi 100 cámaras, pasillos, patios y plazas excavadas en tierra dura. Contiene árboles frutales que han sido plantados bajo tierra y que sobresalen a la superficie por varias aperturas. Forestiere residió aquí, beneficiándose de temperaturas frescas durante el calor veraniego del Valle Central, así como de condiciones más cálidas durante el invierno. Los jardines son un ejemplo impresionante de arquitectura vernácula no tradicional. La creación de Forestiere y su historia es comparable a la de Simon Rodia y las Watts Towers, ambos siendo inmigrantes italianos nacidos en 1879, y estableciéndose en California construyendo residencias únicas a mano y en reclusión.
El cuento "The Underground Gardens" (Los Jardines Subterráneos), escrita por by T. Coraghessan Boyle, publicada en The New Yorker (25 de mayo de 1998), muestra una narrativa creativa de Forrestiere y su obsesión.

### Fresno Filmworks
Fresno Filmworks trae muestras de cine a Fresno que generalmente no se ven en las grandes salas de cine comerciales. Muestra cine de arte, y producciones extranjeras e independientes cada segundo viernes del mes (exceptuando diciembre), y en mayo se lleva a cabo el Festival Anual de Cine en el histórico Tower Theatre.

### Fresno Reel Pride
Fresno Reel Pride es uno de los más grandes y antiguos festivales de cine gay en los EE. UU. Hoy toma lugar en el Tower Theatre y en el cine Starline aledaño. Reel Pride es una celebración de cine gay que ha sido reconocido como un importante evento cultural en California central. Reel pride presenta un festival anual de cinco días en septiembre, así como muestras especiales de cine durante el año.

## Barrios

### Centro cívico
Durante la década de los “90”, el centro cívico fue uno de los últimos ejemplos de la arquitectura del siglo XX en California, pero recientemente ha sido sujeto a un esfuerzo mixto de revitalización. Aunque muchos de los edificios que alguna vez estuvieron abandonados por muchos años han sido remodelados, otros varios han sido demolidos para ser reemplazados por nuevas estructuras. Entre los edificios recientemente construidos se encuentran el estadio Grizzlies (hoy Chukchansi Park) y el edificio de la Corte Federal; también hay planes en pie para construir nuevos edificios de varios pisos, lo cual para algunos amenaza la belleza única y rara de la arquitectura del siglo XX.
Una notable víctima de esta remodelación ha sido el Vagabond Hotel, único en su relevancia entre la cultura popular. El Vagabond, que fue un sitio importante dentro de la historia del skateboard y un excelente ejemplo de arquitectura moderna en el siglo XX denominada googie, fue demolido y reemplazado por lotes comerciales de concreto en el 2004.
La histórica Alameda Fulton (Fulton Mall) y el barrio chino son dos áreas en el centro de la ciudad que aún mantienen una gran cantidad de edificios históricos y varios ejemplos de arquitectura con valor contextual, asociativo, y memorable en comparación con otras ciudades de California y el oeste de los EE. UU.; estos están siendo considerados para ser preservados como distritos históricos.
EL “Viejo Pueblo Armenio” (Old Armenian Town) se encuentra actualmente en construcción con una proyección de ser terminado en 2007.

### Sunnyside
Una de las primeras áreas prósperas de Fresno, este barrio se encuentra al extremo oriente de la ciudad, enmarcado con la avenida Chestnut al oeste. Aunque hoy se considera menos próspero que otras nuevas áreas de Fresno, aún es hogar de algunos residentes notables.

### Old Fig Garden
Una comunidad histórica entre árboles maduros, el Old Fig Garden (o Vieja Huerta de HigueraHigueras) ha sido uno de los barrios más prestigiosos de Fresno. Este se encuentra en un área de aproximadamente 6 mi2 que alguna vez se encontró en el extremo norte de Fresno, aunque la ciudad ya ha incorporado toda la tierra aledaña. La tradicional “Hilera de Árboles Navideños” (Christmas Tree Lane) puede ser vista en una sección del bulevard Van Ness cada año.

### Tower District
Rodeando al histórico Tower Theatre, a solo algunos pasos del centro de Fresno, esta área de una cultura vibrante y diversa contiene hogares y comercios que han sido restaurados después de una desplome significativo a mediados de la década del 90. El barrio contiene restaurantes y bares, así como varios comercios y librerías independientes. Hoy el Tower District también se ha convertido en el centro de la comunidad gay de Fresno.

### Bulevard Huntington
Este bulevard está flanqueado con hogares de principios del siglo XX en el corazón de la histórica “Alta Vista Tract”. Las calles aledañas, Kerckhoff and Balch, contienen hogares de la era de “Artes y Manualidades” que, como el centro de la ciudad, se encuentran en remodelación para recuperar sus raíces históricas. En la época navideña, las casas a lo largo del bulevard se adornan de luces y decoraciones. El árbol de Navidad más grande del país, en Huntington y calle 6, es el punto culminante del evento. Esta área se encuentra próxima a los terrenos de la Feria de Fresno y del centro de la ciudad.

### Extensión Van Ness
La avenida Van Ness se transforma de una calle principal en el centro de la ciudad a un bulevard que lleva a las mansiones más extensas y caras de Fresno. En su curso por el Tower District y el Old Fig Garden se encuentran varias casas, de magníficas a señoriales, con importante valor histórico.

### Bulevard Kearney
Nombrado en honor al emprendedor y multimillonario del siglo XX M. Theo Kearney, el bulevard se extiende hacia el oeste 20 millas desde la calle Fresno, en el centro de la ciudad, a la ciudad de Kerman, California. La parte de la vía que se encuentra dentro de los límites de la ciudad cuenta con grandes casas del siglo XX. Después, convirtiéndose en una estrecha ruta rural de dos sentidos, el bulevard se enmarca con palmeras.

### Parque Sierra Sky
Fue construido en 1946 gracias a un acuerdo único en la ley de transporte para permitir que las aeronaves personales y los automóviles compartan ciertas vías comunes. William Smilie desarrollo esta la primera comunidad de aviadores de la nación. El aeropuerto de uso público, aún en funcionamiento, provee a este barrio una originalidad que ha visto interés y ha sido la inspiración de otras comunidades similares en todo el país.

## Personalidades
- Mike Connors, actor
- Kelly Corcoran, actor
- Kirk Kerkorian, empresario
- Planet Asia, rapero
- Bee Vang, actor
- William Saroyan, escritor
- Jalen Green, baloncestista

## Ciudades hermanadas
Fresno tiene ocho ciudades hermanadas, como se ha designado por la organización Sister Cities International, Inc. (SCI):
- Chihuahua, México
- Taraz, Kazajistán
- Kochi, Japón
- Lahore, Pakistán
- Morogoro, Tanzania
- Münster, Alemania
- Torreón, México
- Verona, Italia
- Mashhad, Irán
- Fresno, Colombia.